# Affuit

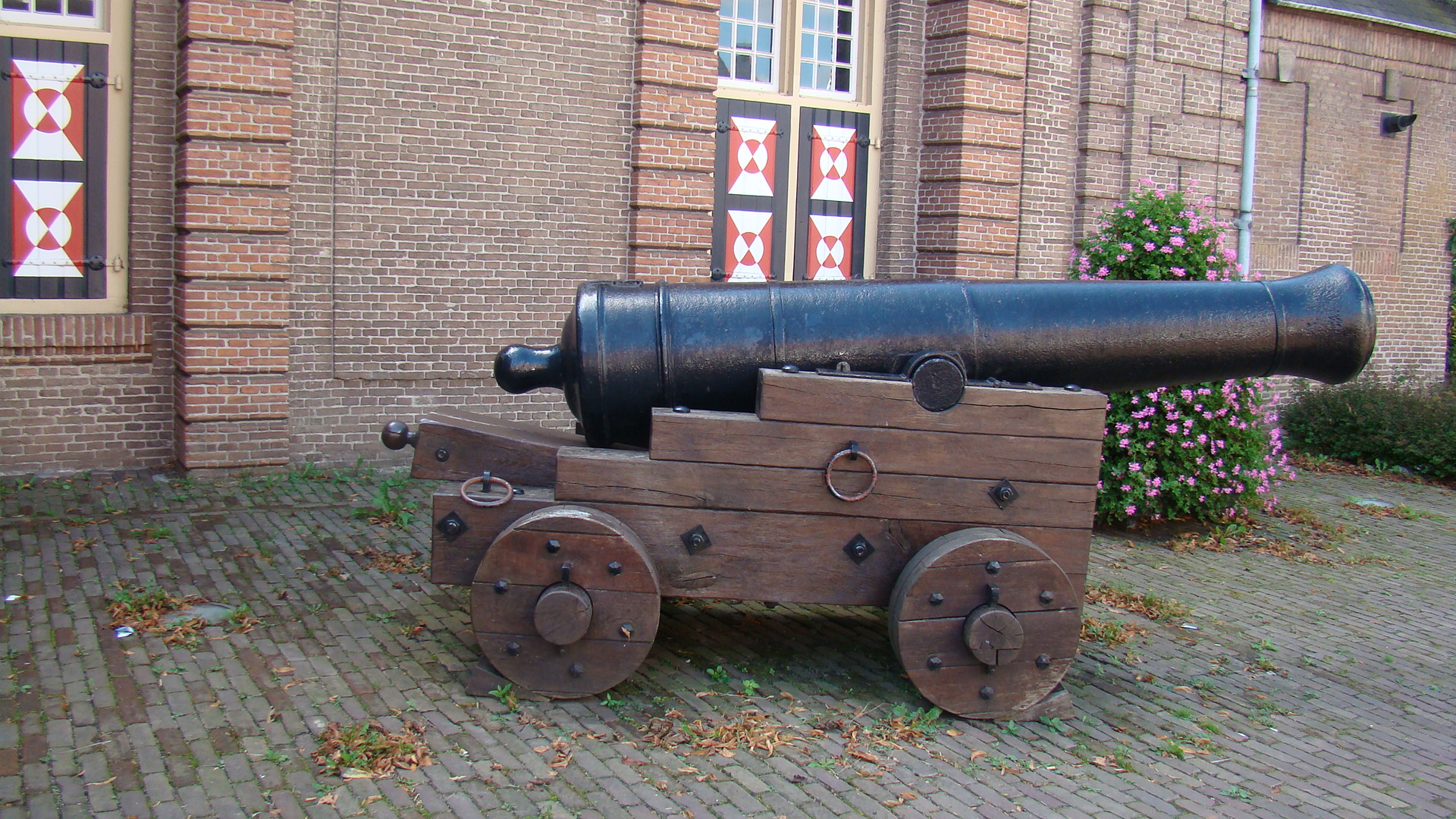
Kanon op affuit, voor de stadspoort te Grave

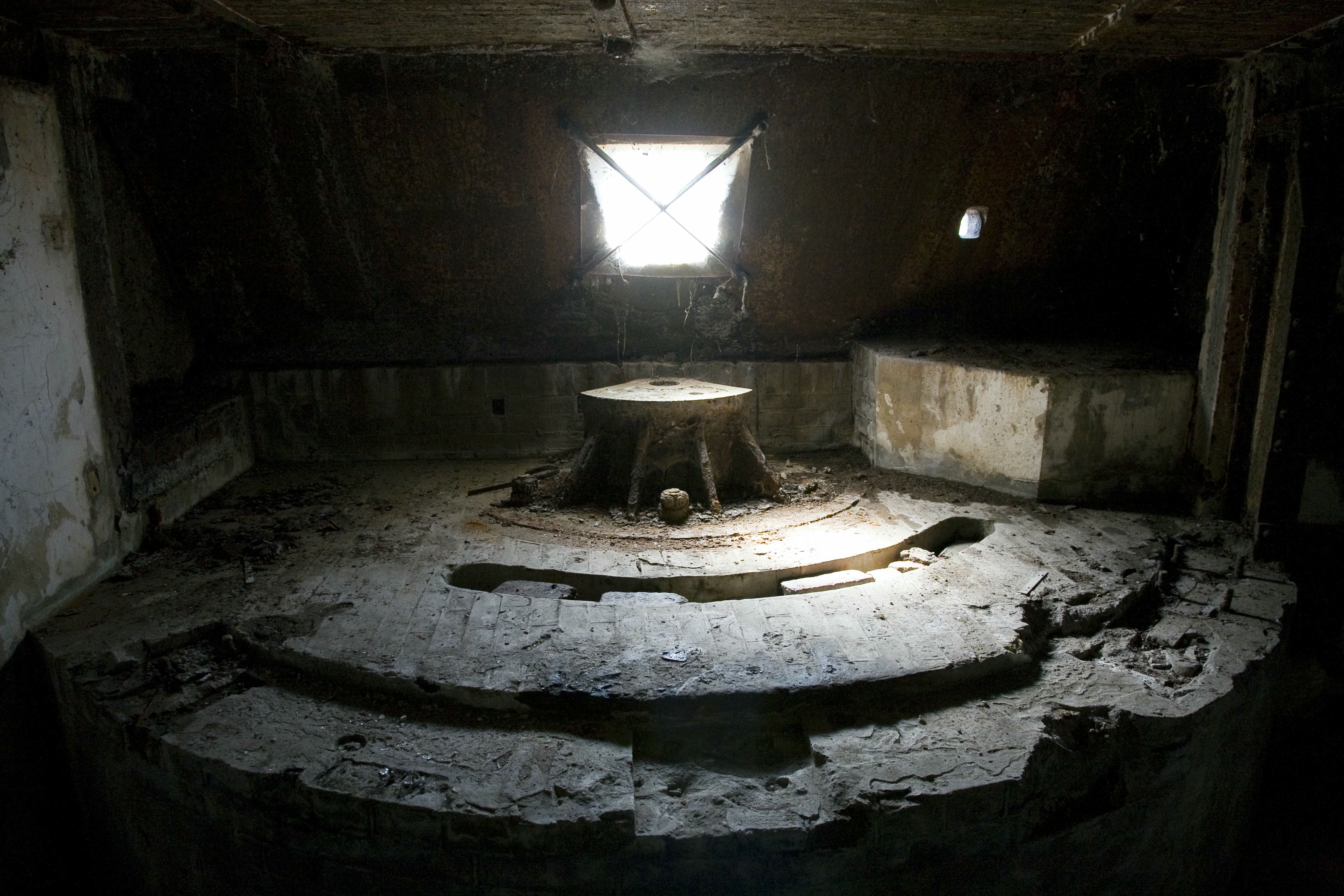
Interieur van een kanonaffuit in Fort Pannerden (Doornenburg)

Een affuit is het onderstel van een kanon of ander zwaar vuurwapen. 
Een affuit kan dienen om het kanon te verplaatsen, maar belangrijker is het opvangen van de terugslag. Bij het afvuren van een schot rijdt het kanon achteruit. Zou een kanon vast aan de ondergrond bevestigd zijn, dan zou daar schade ontstaan.
Er bestaan verschillende affuiten, die tegenwoordig niet allemaal meer worden gebruikt, bijvoorbeeld:
- belegeringsaffuit
- depressieaffuit
- duikaffuit
- gribeauvalaffuit
- kazemataffuit
- minimaal-schietgataffuit
- spreidaffuit
- scheepsaffuit of rolpaard
- luchtdoelaffuit
- raamaffuit
- sprinkhaanaffuit
- stoel
(affuit voor een mortier, zonder wielen)

## Begrafenisceremonie

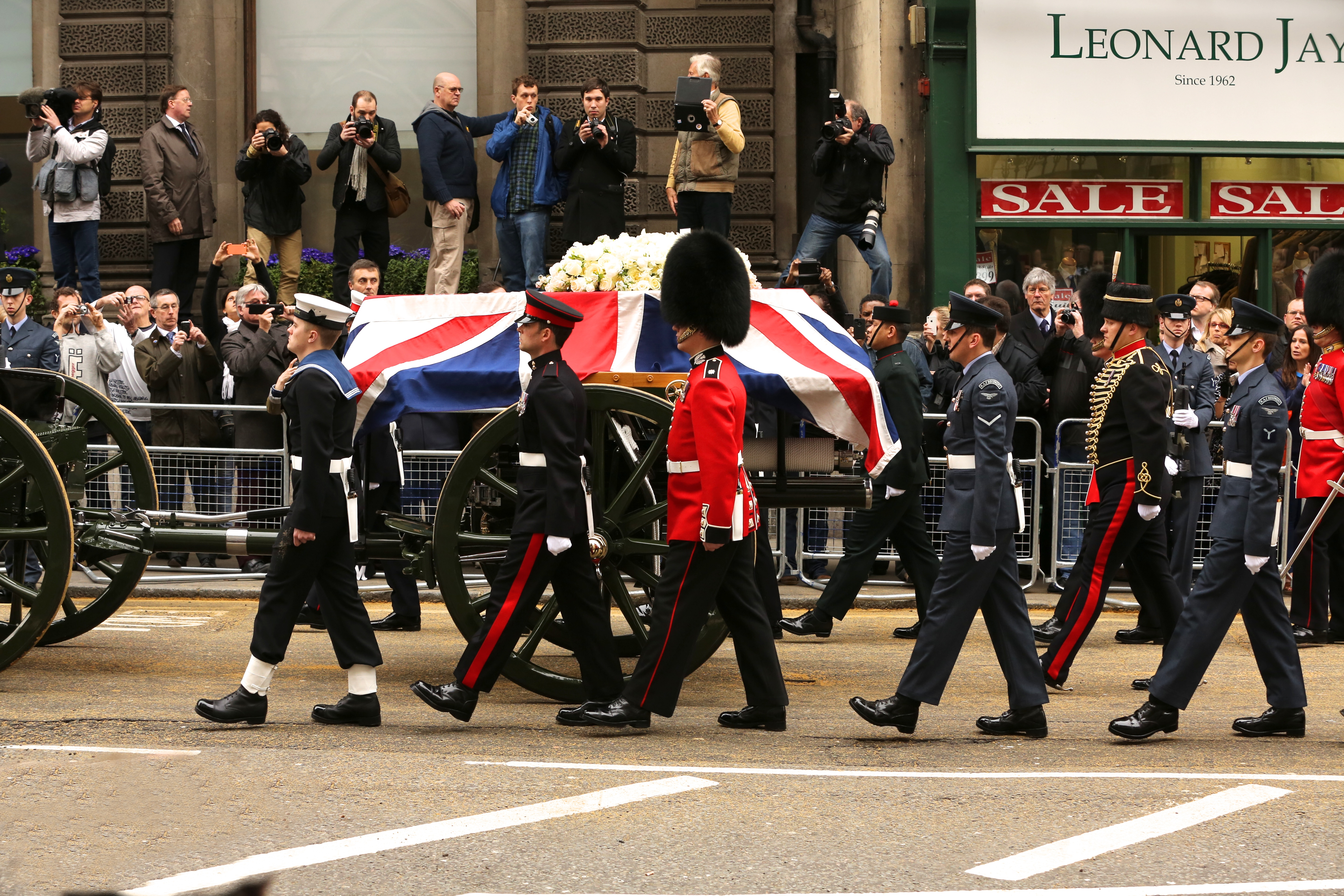
De begrafenis van Margaret Thatcher

Overledenen van koninklijken bloede en regeringsleiders worden soms met een affuit naar hun laatste rustplaats of uitvaartdienst gebracht.
- Koningin Victoria van het Verenigd Koninkrijk in 1901
- John F. Kennedy in 1963
- Sir Winston Churchill in 1965
- Koning Boudewijn in 1993 met een dienst in Brussel en bijgezet in Laken
- Elizabeth Bowes-Lyon in 2002; haar lichaam werd op een affuit naar de Westminster Abbey gebracht en in de St. George's Chapel, Windsor Castle bijgezet
- Prins Bernhard in 2004 met een dienst en bijzetting in de Nieuwe Kerk te Delft
- Elizabeth II van het Verenigd Koninkrijk werd op 19 september 2022 op een affuit naar Westminster Abbey gebracht. Volgens traditie werd de affuit getrokken door honderd matrozen.